# Sinteza aminokiselina
Sinteza aminokiselina je set biohemijskih procesa (metaboličkih puteva) kojima se formiraju razne aminokiseline iz drugih jedinjenje. Supstrati za te procese su razna jedinjenja iz hrane organizama ili iz medija za rast. Svi organizmi nemaju sposobnost sinteze svih aminokiselina. Na primer, ljudi mogu da sintetišu samo 12 od 20 standardnih aminokiselina.
Fundamentalni problem sa kojim se suočavaju biološki sistemi je pristup azotu u obliku koji je podesan za upotrebu. Taj problem su rešili pojedini mikroorganizmi koji imaju sposobnost redukovanja inertnog N≡N molekula (azotnog gasa) u dva molekula amonijaka. Amonijak je izvor azota za sve aminokiseline. Ugljenična osnova se formira u glikolitičkom putu, pentozno fosfatnm putu, ili u ciklusu limunske kiseline.
Jedan važan aspekt biosinteze aminokiselina je stereohemijska kontrola. Pošto su sve aminokiseline izuzev glicina hiralne, biosintezom se mora precizno formirati korektan izomer. Za svaku od 19 reakcija formiranja hiralnih aminokiselina, stereohemija na α-ugljeničnom atomu se uspostavlja putem transaminacije u kojoj učestvuje piridoksal fosfat. Skoro sve transaminaze koje posreduju te reakcije su izvedene iz zajedničkog pretka, što je još jedna ilustracija tendencije da se efektivna rešenja biohemijskih problema zadržavaju tokom evolucije.

## Aminokiselinska sinteza
Aminokiseline se sintetišu iz α-ketokiselina, i zatim se transaminuju sa druge aminokiseline, obično glutamata. Enzimi koji posreduju ovu reakciju su aminotransferaze.
α-ketokiselina + glutamat ⇄ aminokiselina + α-ketoglutarat
Sam glutamat se formira putem aminacije α-ketoglutarata:
α-ketoglutarat + NH4+ ⇄ glutamat